# Ionian Star
Die Ionian Star ist eine im Jahr 1971 gebaute Fähre.

## Geschichte

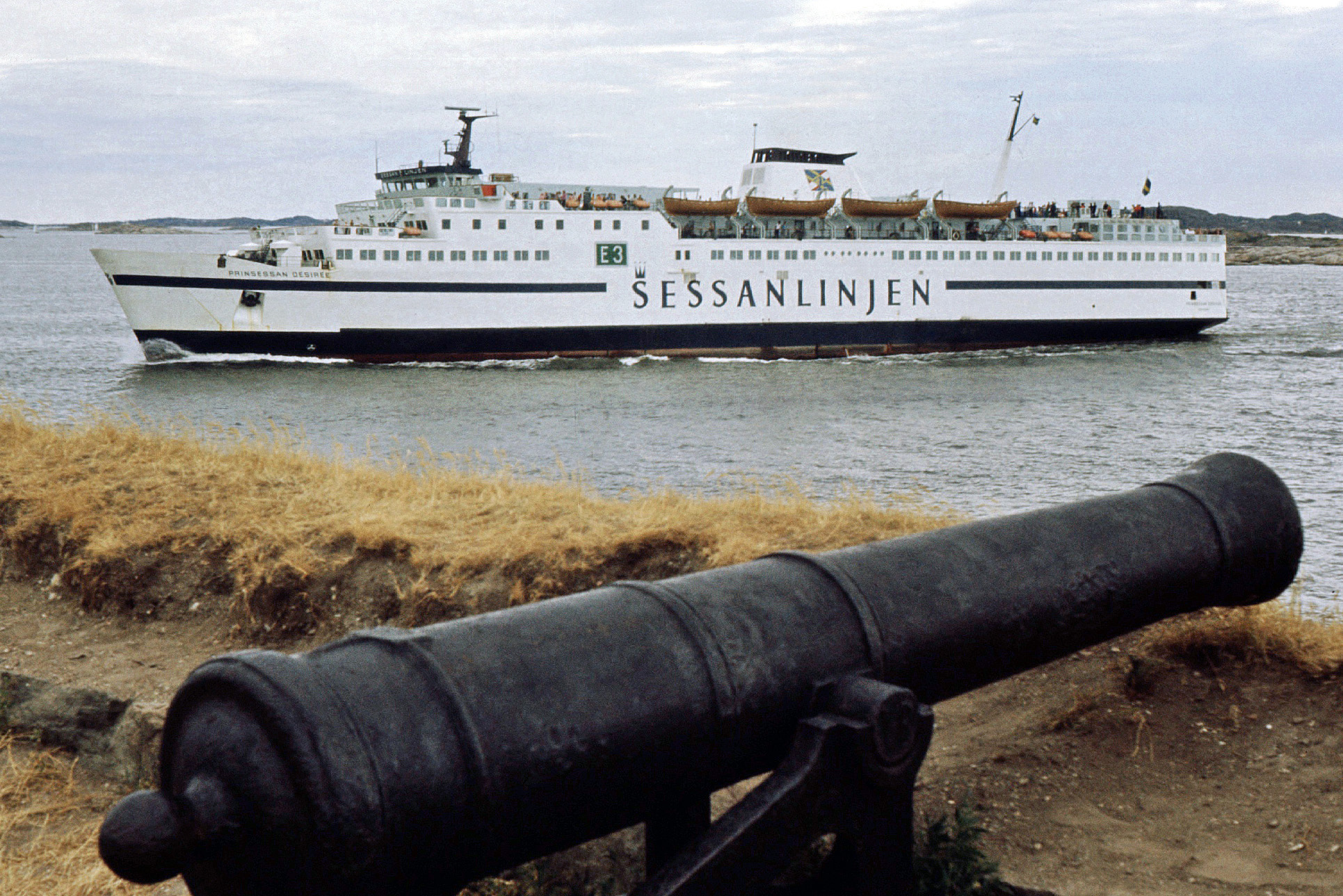
Prinsessan Désirée 1976 in Göteborg

Das Schiff wurde 1971 als Prinsessan Desiree mit dem Schwesterschiff Prinsessan Christina für die Reederei Sessan Linjen gebaut. Später fuhr es unter anderem zwischen Vaberg und Grena als Europafaerjan und Europafaerjan II. Nach der Übernahme dieser Route durch Stena Line wurde es von der Tochtergesellschaft Lion Ferry als Lion Princess zwischen Karlskrona und Gdingen eingesetzt. Seit 1994 hieß das Schiff Bohus und wurde von Scandi Line zwischen Sandefjord und Strömstad eingesetzt. Im Jahr 1999 entstand daraus die Color Scandi Line und ab dem Jahr 2000 fuhr das Schiff für Color Line.
Seit dem 1. Januar 2015 wird beim Treibstoff auf Marinedieselöl statt des zuvor genutzten Schweröls zurückgegriffen. Der Einbau von Scrubbern, wie er bei anderen Einheiten durchgeführt wird, lohnt sich aufgrund des Alters der Fähre nicht mehr. 2019 wurde das Schiff mit Übergabe im August an Red Star Ferries verkauft. Im August wurde das Schiff in Ionian Star umbenannt und kam unter der Flagge Panamas in Fahrt. Das Schiff ist für die Fährlinie zwischen Brindisi in Italien und Vlora in Albanien vorgesehen.